# NHS Wales
NHS Wales è il nome ufficiale del sistema sanitario a finanziamento pubblico in Galles; uno dei quattro sistemi che compongono il National Health Service nel Regno Unito. Fino a poco tempo fa faceva parte della stessa struttura del National Health Service dell'Inghilterra..

## Struttura
Ci sono diversi ospedali NHS in Galles, sia generali, comunitari e locali.
I Consigli sanitari locali sono stati creati nel 2003 per sostituire gli ex Consigli sanitari. I trust sanitari gallesi sono responsabili dell'amministrazione degli ospedali nella loro regione, dell'assistenza alla comunità e dei servizi di salute mentale. Ci sono 12 trust regionali più uno per il Welsh Ambulance Service e un altro, Velindre, per i servizi nazionali in tutto il Galles.
Esistono sette consigli sanitari in Galles:
|  | 1. Consiglio sanitario locale per la formazione di Powys 2. Consiglio sanitario Aneurin Bevan 3. Consiglio sanitario Cwm Taf Morgannwg 4. NHS Trust Hywel Dda 5. Consiglio sanitario universitario della Baia di Swansea 6. Consiglio sanitario Betsi Cadwaladr 7. Consiglio sanitario universitario Cardiff e Vale |

Il Galles ha un ospedale per la formazione, l'Ospedale universitario del Galles a Cardiff. La Commissione sanitaria del Galles è un'agenzia esecutiva controllata dal governo gallese che organizza cure centralizzate specialistiche. Fornisce inoltre consulenza su servizi specialistici all'NHS Wales.
C'è anche un servizio NHS Direct disponibile in Galles, che offre consulenza ai pazienti in gallese e inglese. Il nome gallese del servizio è Galw Iechyd Cymru.